# Ferdinand von Reden
Ferdinand Jobst Johann Klaus Friedrich von Reden-Hastenbeck (* 23. Dezember 1835 (in manchen Quellen auch 1836) in Hastenbeck; † 24. Januar 1902 in Hastenbeck) war Rittergutsbesitzer und Mitglied des Deutschen Reichstages.

## Leben
Ferdinand von Reden wurde 1835 als Mitglied des Adelsgeschlechtes von Reden geboren. Er besuchte die Schulen in Lüneburg und Ilfeld und studierte Rechtswissenschaften an den Universitäten Heidelberg und Göttingen. Er unternahm umfangreiche Reisen in Europa und Nahost. Danach war er landwirtschaftlich tätig auf seinen Gütern in Hastenbeck und bei Springe. Ferner war er Mitglied des Kreistages, des Kreisausschusses, Erster Kreisdeputierter und stellvertretendes Mitglied des Bezirksausschusses im Regierungs-Bezirk Hannover.
Von 1881 bis 1884 und von 1887 bis 1893 war er Mitglied des Deutschen Reichstages für den Wahlkreis Provinz Hannover 9 Hameln, Linden, Springe und die Nationalliberale Partei.
Ab 1869 war er verheiratet mit Hedwig Beerfelde. Sein Sohn war der Parlamentarier Bruno von Reden.